# 324
| Calendário gregoriano                                                        | 324 CCCXXIV                     |
| Ab urbe condita                                                              | 1077                            |
| Calendário arménio                                                           | -228 – -227                     |
| Calendário bahá'í                                                            | -1520 – -1519                   |
| Calendário budista                                                           | 868                             |
| Calendário chinês                                                            | 3020 – 3021                     |
| Calendário copta                                                             | 40 – 41                         |
| Calendário etíope                                                            | 316 – 317                       |
| Calendários hindus - Vikram Samvat - Calendário nacional indiano - Cáli Iuga | 379 – 380 245 – 246 3424 – 3425 |
| Calendário Holoceno                                                          | 10324                           |
| Calendário islâmico                                                          | 307 BH – 306 BH                 |
| Calendário judaico                                                           | 4084 – 4085                     |
| Calendário persa                                                             | 298 BP – 297 BP                 |
| Calendário rúnico                                                            | 574                             |
| Calendário solar tailandês                                                   | 867                             |

324 (CCCXXIV na numeração romana) foi um ano bissexto do século IV do Calendário Juliano, da Era de Cristo, suas letras dominicais foram E e D (53 semanas), teve início a uma quarta-feira  e terminou a uma quinta-feira.
| Ano completo                           |
| -------------------------------------- |
| Ano bissexto com início à quarta-feira |

## Eventos
- 3 de Julho — Batalha de Adrianópolis, , entre os coimperadores romanos Constantino e Licínio; o primeiro derrota o segundo, forçando-o a retirar-se para Bizâncio.
- Julho — Batalha do Helesponto: Constantino vence Licínio.
- 18 de setembro — Batalha de Crisópolis: Constantino vence Licínio.
- Cerco de Bizâncio, que termina com a conquista por Constantino de Bizâncio a  Licínio.
- Constantino torna-se o único imperador do Império Romano, pondo fim à Tetrarquia como modo de governo em Roma, funda a sua capital em Bizâncio mudando o nome desta cidade para Constantinopla.
- Fundada a Basílica de São Pedro, em Roma.
- Eustácio torna-se bispo de Antioquia.
- 19 de dezembro — Licínio abdica sua posição como Imperador Romano.

## Mortes
- 20 de dezembro — Filógono de Antioquia, bispo de Antioquia e santo; pode ter morrido em 323.
- Licínio, imperador do Império Romano do Oriente, executado por ordem de Constantino, acusado de conjura (n. 263 ou 265).